# Eishockeytor
Das Eishockeytor gehört zur maßgeblichen Ausrüstung eines Eishockeyspielfelds. Zum Beginn der Eishockeygeschichte um 1850 bestand das Eishockeytor lediglich aus zwei Stangen, später besaß es einen Holzrahmen, über den später in Kanada ein Fischernetz gelegt wurde. Ungefähr seit 1920 wird mit Metalltoren gespielt.

## Aktuelle Regeln

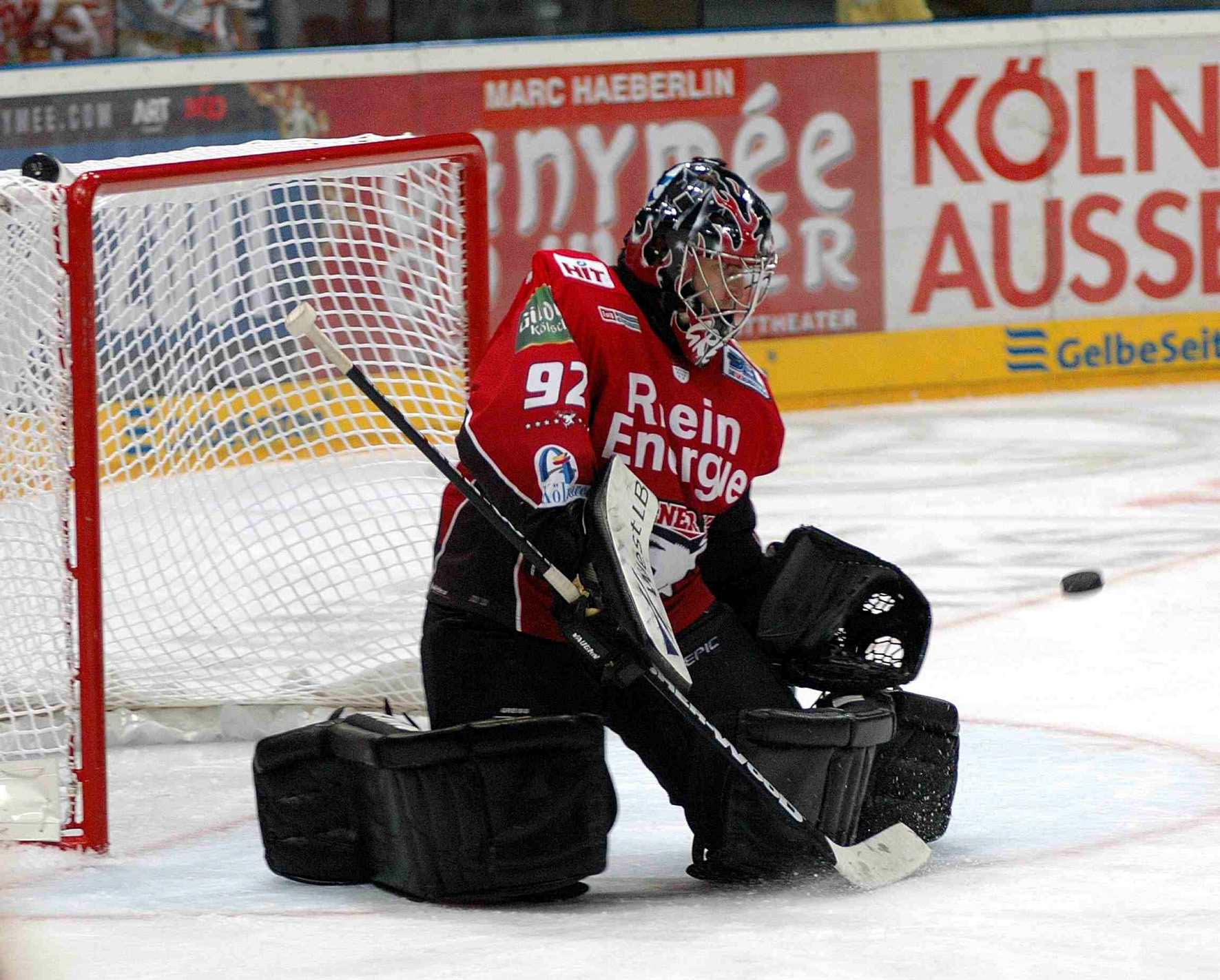
Eishockeytor mit Torwart

Die Internationale Eishockey-Föderation (IIHF) schreibt in Regel 20 folgende Bestimmungen für die Tore vor:
- Die Tore müssen in der Mitte der Torlinien verankert sein.
- Die Torpfosten weisen folgende Abmessungen auf:
  - Höhe (Innenmaß): 1,22 m, von der Eisfläche gemessen;
  - Breite (Innenmaß): 1,83 m.
- Die Querstange verbindet die beiden Torpfosten. Das gesamte Tor muss aus einer geprüften Konstruktion und aus geprüften Materialien bestehen.
- Der Durchmesser der Querstange beträgt 5 cm.
- Die Farbe der Torpfosten und der Querstange ist rot.
- Hinten an der Rahmenkonstruktion des Tores sind Netze aus weißem Nylon angebracht, die den Puck innerhalb des Tores zurückhalten und den Puck ausschließlich von der Vorderseite ins Tor gelangen lassen.
- Abmessungen: Tiefe min. 0,60 m oben, max. 1,12 m unten.
- Die Innenteile der Konstruktion, außer die Torpfosten und die Querstange, müssen mit einer weißen Abdeckung versehen sein. Die Abdeckung der Konstruktion auf der Eisfläche muss 10 cm von den Torpfosten zurückversetzt sein.